# المستشفى الإيطالي (بغداد)
المستشفى الإيطالي في بغداد (المطعم التركي سابقًا) هو مبنى قيد الانشاء في منطقة الباب الشرقي وسط مدينة بغداد عاصمة العراق. يضم المبنى أربعة عشر طابقا وأخذ اسمه السابق من مطعم تركي كان يشغل الطوابق العليا من البناية، بينما كانت بقية أجزاء المبنى عبارة عن مركز تسوق خلال الفترة بين سنة 1980 وسنة 2000
في سنة 2001م، اتخذت هيئة الشباب والرياضة من المبنى مقرا لها، وبعد غزو العراق في عام 2003 أصبح المبنى مهجورا، وخلال الاحتجاجات العراقية 2019 أصبح المكان أيقونة للمتظاهرين، وفي 31 يوليو 2025 أُطلقت الأعمال التنفيذية في المستشفى.

## جدلية الموقع
أصبح المبنى برج مراقبة وقلعة يحتمي بهِ المتظاهرون خلال احتجاجات تشرين 2019، فيما أطلق عليه بعضهم اسم جبل أحد، كما اتخذ المتظاهرون من المطعم مقرا لاعتصامهم بعدما منعتهم قوات الأمن لأكثر من مرة من عبور جسر الجمهورية والتوجّه نحو المنطقة الخضراء.
كان لهذا المبنى دورٌ مهمٌ في بعض الثورات والمسيرات والانتفاضات التي شهدتها مدينة بغداد. 
يوجد قبالة المبنى على الجانب الشرقي من ساحة التحرير نصب كبير يعرف باسم نصب الحرية صمّمه ونفّذه النحات العراقي جواد سليم، حيث تقع واجهة النصب على ساحة التحرير، وعلى الجانب الغربي من الساحة يقع جسر الجمهورية الذي كان يسمى جسر الملكة عالية زوجة غازي بن فيصل بن الحسين ووالدة الملك فيصل الثاني.
على الجانب الشرقي من الساحة تقع حديقة الأمة، ومن الجانب الشمالي يوجد شارع الجمهورية الذي كان يسمى شارع الملك غازي، والموازي لشارع الرشيد ومن الجانب الجنوبي يوجد شارع السعدون، وعلى الجانب الأيسر للجسر تقع بناية مدرسة دجلة الابتدائية للبنات التي تأسست سنة 1921م، وثانوية العقيدة للبنات وهي من المدارس الجيدة في بغداد. يوجد في الساحة عدد من المكتبات منها مكتبة النهضة.

## هيئة الشباب والرياضة في عهد صدام حسين 2001
في عام 2001 اعاد نظام الرئيس السابق صدام حسين تشكيل هيئة الشباب والرياضة العراقية بعد ان كانت وزارة جرى الغاوها غير في مرة في العراق. واتخذت الهيئة التي راسها رئيس هيئة بدرجة وزير (إياد فتيح الراوي ثم كريم محمود الملا) بين 2001 – 2003 اتخذت من مبنى المطعم التركي مقرا للهيئة المطلة على الاماكن الامنية الحساسة حيث انها مبنى مكون من 14 طابقا لكنها تطل على دوائر القصر الجمهوري انذاك والوزارات المهمة واليوم هي على بوابة المنطقة الخضراء، وكانت تلك إحدى المؤسسات التي استفادت من قرار الأمم المتحدة السماح لبعض الوزارات والدوائر الحكومية باستيراد المواد، في إطار اتفاقية “النفط مقابل الغذاء والدواء”، لحرمان بعض المؤسسات من الاستيراد والتصدير، وخصوصاً اللجنة الأولمبية التي كانت برئاسة عدي صدام حسين.
وتعرض المبنى لقصف أمريكي خلال حرب الخليج الثانية عام 1991 وكذلك في فترة غزو العراق عام 2003، ويتألف المبنى من 14 طابقا، لكنه تحول بعد عام 2003 إلى مبنى مهجور، بعد أن أصابته القوات الأمريكية بقذائف صاروخية أثناء احتلالها بغداد.

## الاحتجاجات العراقية 2019«ثورة تشرين»
تحول المبنى «المطعم التركي» المطل على ساحة التحرير وسط بغداد من جهة والمنطقة الخضراء المحصنة من جهة ثانية إلى «أيقونة» في التظاهرات الاحتجاجية التي انطلقت في العراق منذ الأول من أكتوبر الجاري.
وعلى خلاف ما جرى في التظاهرات السابقة التي جرت قبل يوم 25 أكتوبر، كان مبنى المطعم يستخدم من قبل القوات الأمنية والمسؤولين للإشراف على عمليات قمع التظاهرات، لكنها اليوم باتت تغص بالمحتجين الشباب الذين يعتبرونها خط الصد الأول للدفاع عن المحتجين في ساحة التحرير.
وأطلق المحتجون تسمية «جبل أحد» على مبنى «المطعم التركي» في إشارة إلى الجبل الموجود في المملكة العربية السعودية والذي شهد معركة «أحد» الشهيرة في التاريخ الإسلامي.
ويستغل المتظاهرون المبنى لتصوير لقطات حية للسيل البشري الذي يتوافد على ساحة التحرير على الرغم من حظر التجوال المفروض في العاصمة العراقية من الساعة 12 ليلا ولغاية السادسة فجرا.

## طرائف عراقية
- دعوة لأردوغان لاستعادة مطعمه!

وخلال حركة الاحتجاج ضدّ حكومة رئيس الوزراء الأسبق نوري المالكي عام 2011، كان المبنى أيضاً محط أنظار، بعدما استخدمته القوات الأمنية مركزاً لمراقبة التظاهرات في ساحة التحرير آنذاك. لكن اليوم انقلبت الآية، بحسب ما يقول مثنى يوسف البالغ 42 سنة.
إلى ذلك، يتداول العراقيون اليوم نكتة على وسائل التواصل الاجتماعي حول اتصال عبد المهدي بالرئيس التركي رجب طيب أردوغان طالباً منه «استعادة مطعمه».

## معرض الصور

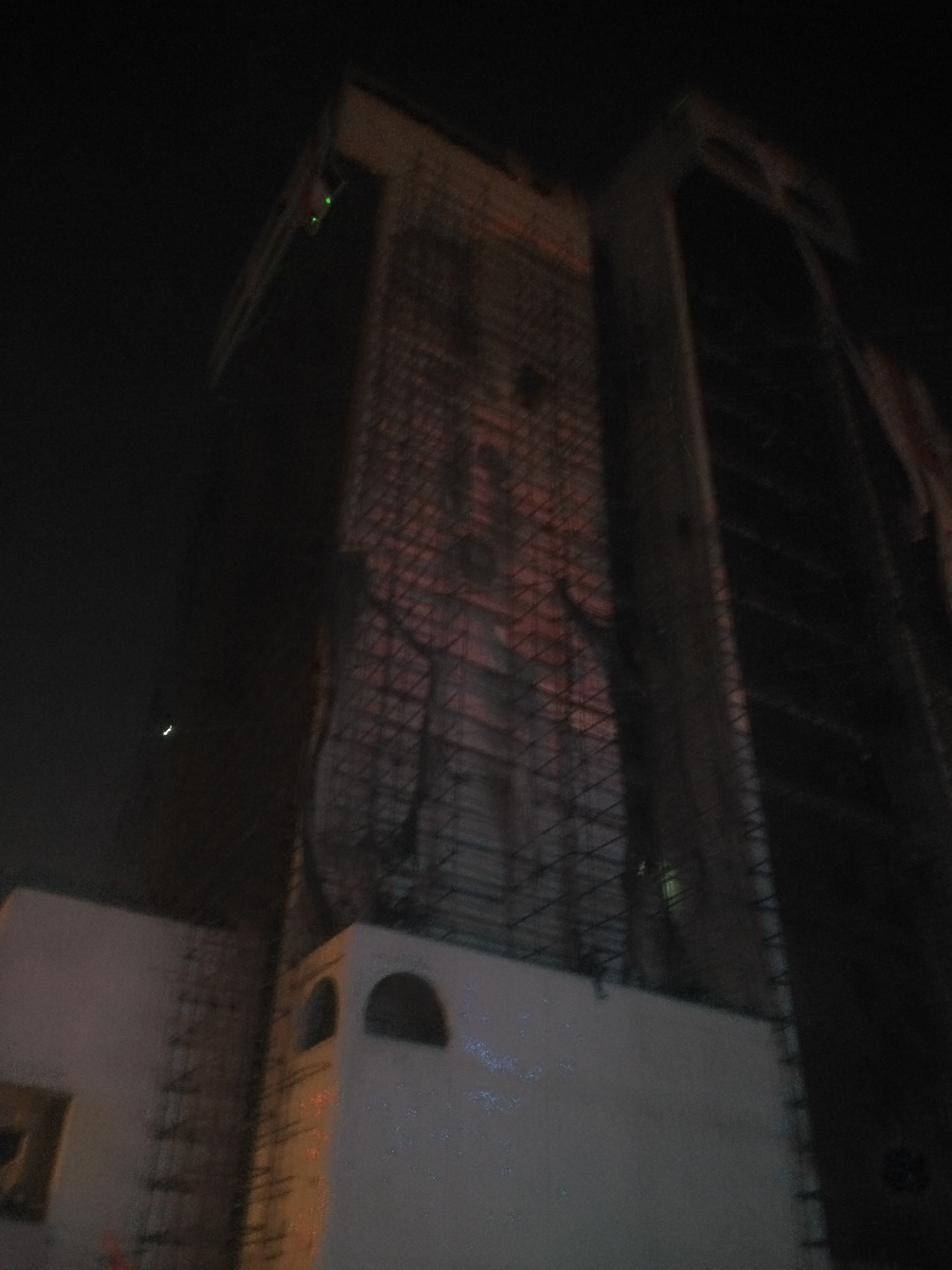
بناية المطعم التُركي يوم 28 أكتوبر، 2019
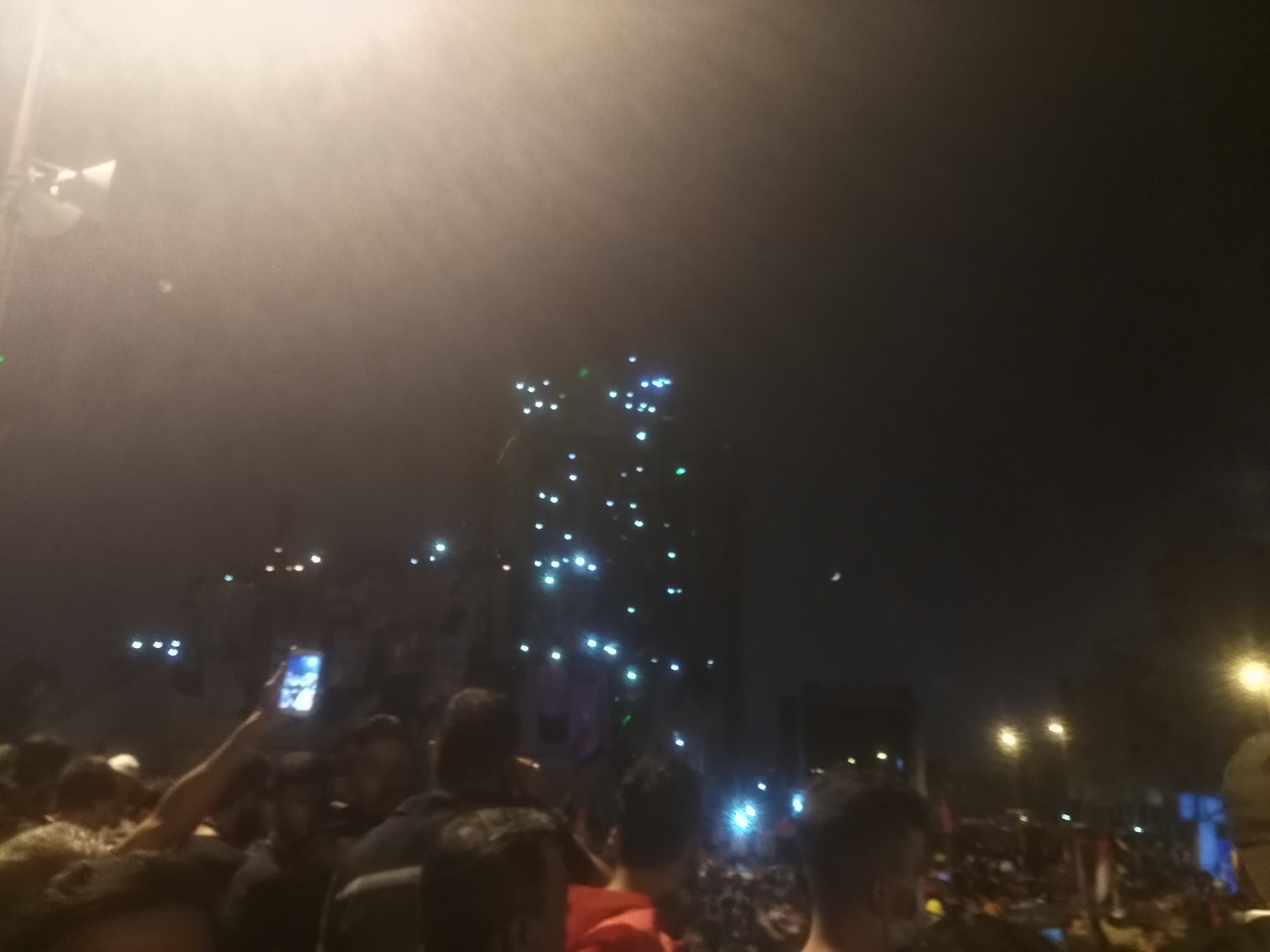
مبنى المطعم التُركي في ساحة التحرير أثناء الاحتجاجات العراقية، يوم 30 أكتوبر، 2019.
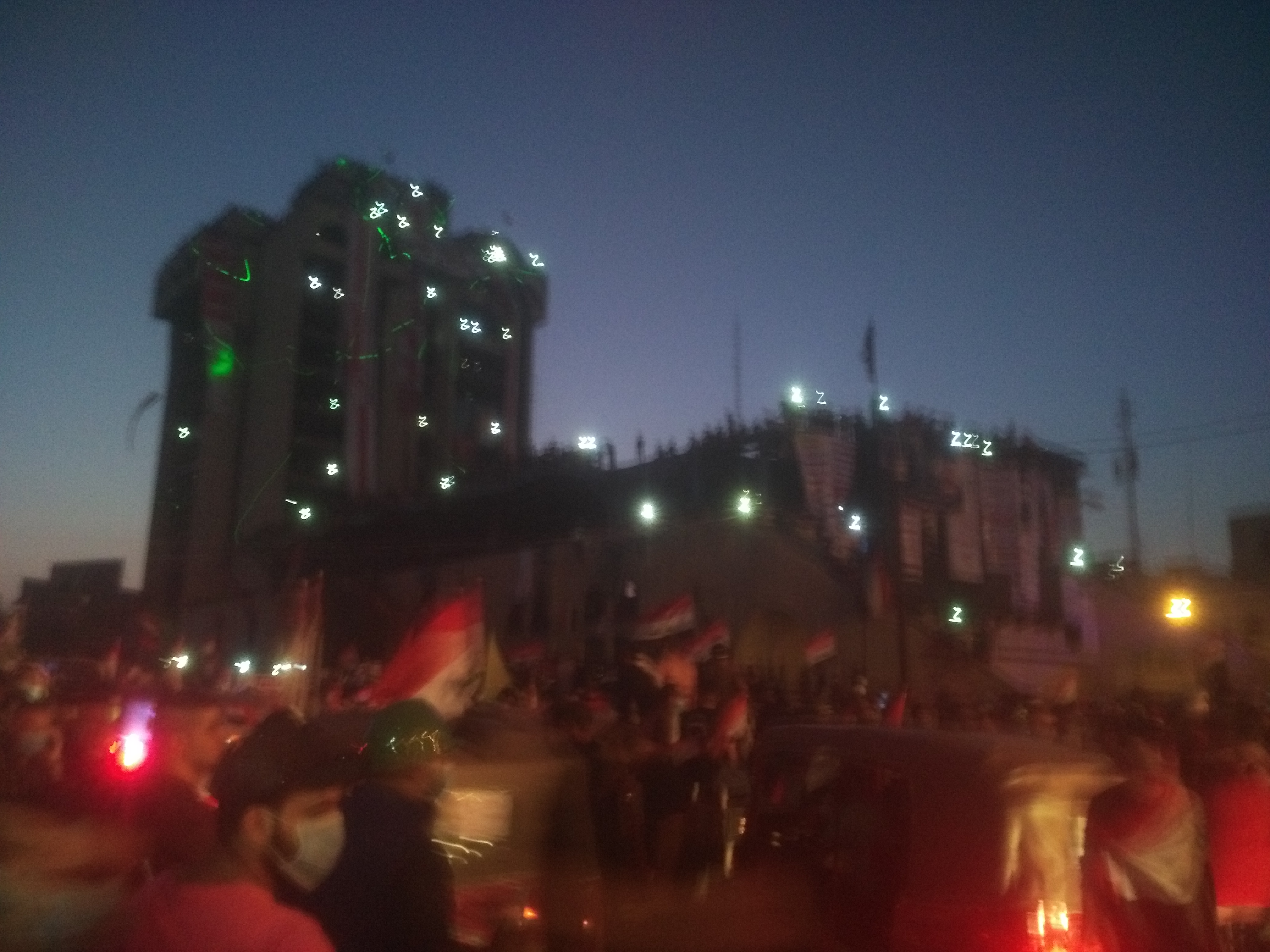
مبنى المطعم التُركي في ساحة التحرير أثناء الاحتجاجات العراقية، يوم 30 أكتوبر، 2019.
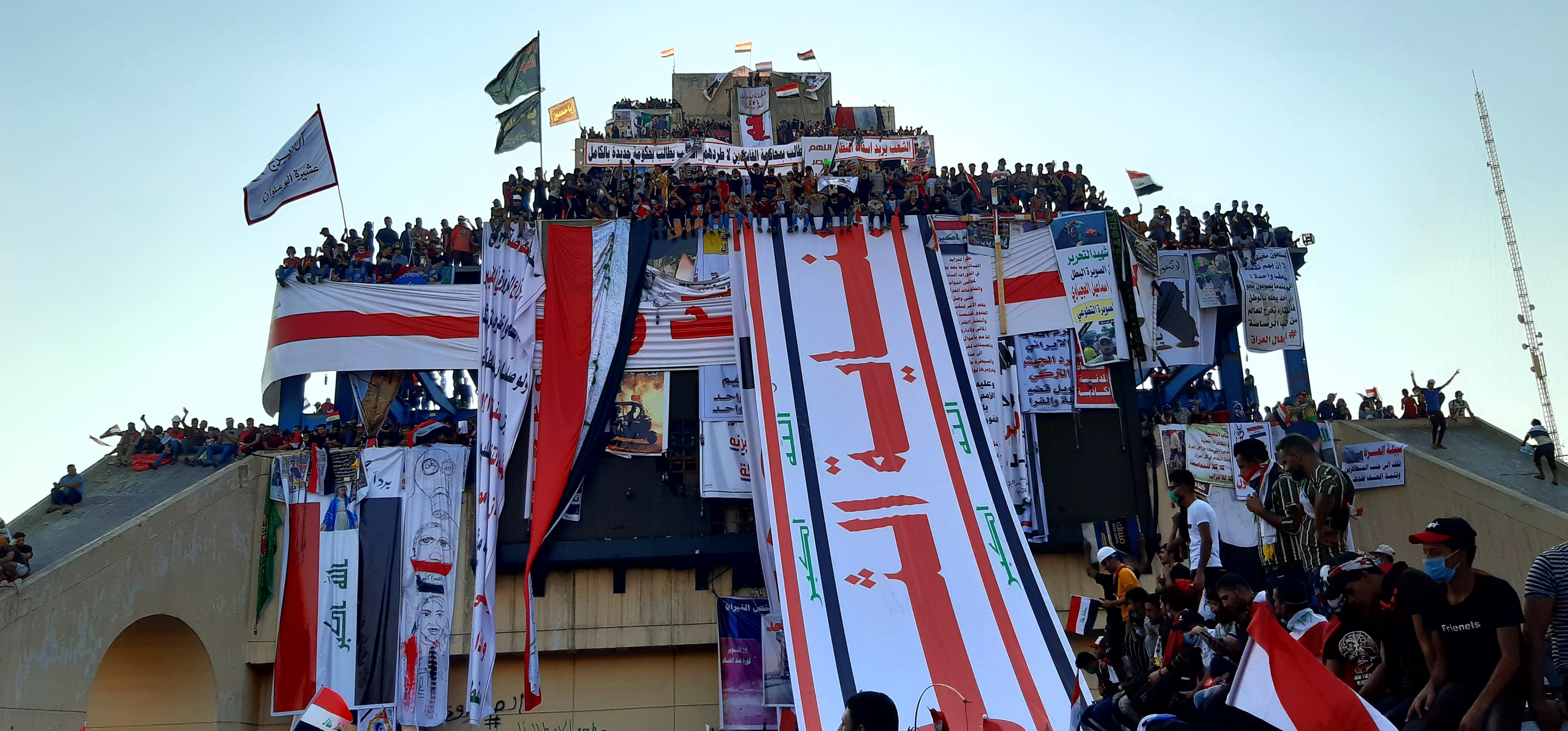
مقدمة المطعم التركي في 1 نوفمبر 2019